# Giorgio Paradisi
Giorgio Paradisi detto er Capece (Roma, 4 dicembre 1948 – Napoli, 26 settembre 2006) è stato un mafioso italiano, ed esponente dell'organizzazione mafiosa romana Banda della Magliana. Insieme a Enrico De Pedis, Raffaele Pernasetti, Danilo Abbruciati, Angelo Cassani e Ettore Maragnoli, fu uno dei principali esponenti della cosiddetta fazione dei testaccini.

## Biografia
Nel 1977 entrò a far parte del nucleo originario della Banda della Magliana, introdotto dall'amico Franco Giuseppucci con cui condivideva la comune passione per i cavalli e la frequentazione di ippodromi, sale corse e bische. Il 7 novembre del 1977, partecipò al sequestro del duca Grazioli, considerato l'atto di nascita della Banda e che frutterà alla stessa circa un miliardo di lire, pagate come riscatto dalla famiglia del nobile romano. Nella suddivisione del territorio per lo smercio della droga, assieme a De Pedis, Pernasetti e Maragnoli, gli venne affidato il controllo delle zone di Trastevere, Torpignattara e Centocelle.
Nei processi che seguirono alle dichiarazioni del pentito Maurizio Abbatino, il 29 luglio del 1995, venne condannato a 20 anni di reclusione per il sequestro del duca Grazioli, a cui poi si aggiunsero i 22 anni e 6 mesi di condanna nel maxiprocesso contro la Banda, comminati dalla prima corte d'assise d'appello, con sentenza del 27 febbraio del 1998 (in primo grado aveva avuto 2 ergastoli).
Il 18 luglio 2005, a conclusione di un'indagine durata due anni, gli venne nuovamente recapitata un'ordinanza di custodia cautelare (ricevuta in carcere, dove era già detenuto) per associazione per delinquere dedita al traffico di stupefacenti (hashish e cocaina) dai paesi del Sud America e successivo smercio nella capitale, grazie all'apporto di ultras delle due squadre romane di calcio. Nel corso del blitz vennero arrestate altre 21 persone, tra cui Augusto Giuseppucci, fratello di Franco.
Muore a Napoli il 26 settembre del 2006 a causa di un tumore nel carcere di Secondigliano.